# Jean-Baptiste Le Moyne de Bienville

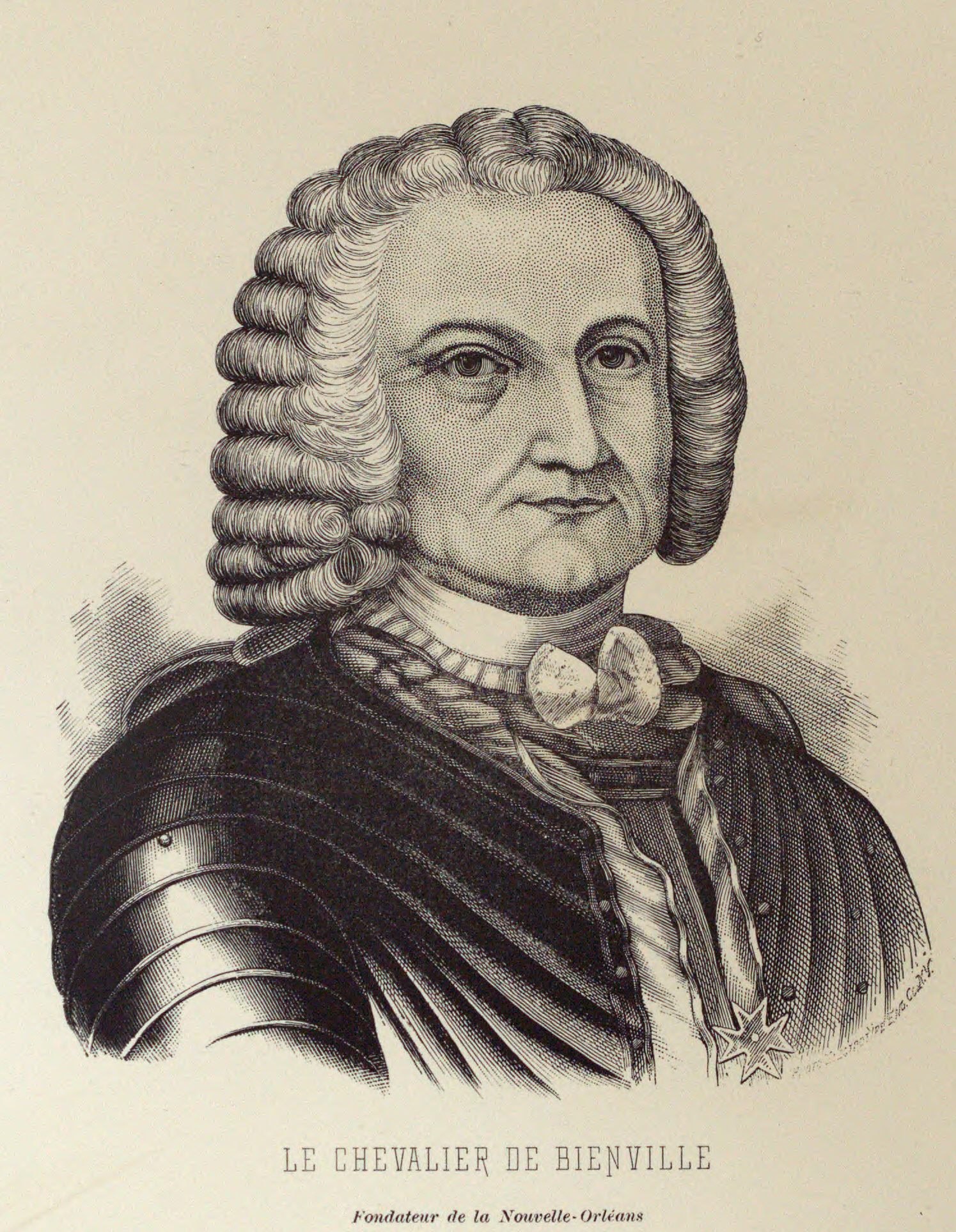
Jean-Baptiste Le Moyne, Sieur de Bienville, Gouverneur von Louisiana

Jean-Baptiste Le Moyne, Sieur de Bienville (* getauft am 23. Februar 1680 in Montreal, Neufrankreich; † 7. März 1767) in Paris – auch bekannt als Sieur de Bienville – war ein Kolonist, der zwischen 1701 und 1743 mehrmals als Gouverneur der französischen Kolonie von Louisiana amtierte.
Er war ein Sohn von Charles le Moyne de Longueuil et de Châteauguay, der in Dieppe geboren wurde und Seigneur von Longueuil in Kanada war, sowie dessen Ehefrau Catherine Primot (in verschiedenen Quellen auch „Catherine Thierry“). Sein älterer Bruder war der Entdecker Pierre Le Moyne d’Iberville (1661–1706).
Le Moyne de Bienville beteiligte sich bei der Gründung amerikanischer Städte, wie
- Biloxi, Mississippi (1699)[1]
- Mobile, Alabama (1702)
- New Orleans, Louisiana (Nouvelle Orléans, 1718),[2]
- und weiterer Städte

Die kanadische Bundesregierung, vertreten durch den für das Historic Sites and Monuments Board of Canada zuständigen Minister, ehrte Le Moyne de Bienville am 26. Mai 1953 für sein Wirken und erklärte ihn zu einer „Person von nationaler historischer Bedeutung“.